# John Herdman
John Herdman (Consett, 19 luglio 1975) è un allenatore di calcio inglese.

## Carriera
Dal 2011 al 2017 è stato l'allenatore del Canada femminile, mentre dall'8 gennaio 2018 al 28 agosto è stato il commissario tecnico della nazionale maschile del Canada.
Difatti, lascia l'incarico da CT della nazionale canadese per assumere il ruolo di allenatore del Toronto FC.

## Statistiche
Statistiche aggiornate al 3 dicembre 2022.

### Club
Statistiche aggiornate al 20 novembre 2022.  In grassetto le competizioni vinte.
| Stagione        | Squadra         | Campionato      | Campionato | Campionato | Campionato | Campionato | Coppe nazionali | Coppe nazionali | Coppe nazionali | Coppe nazionali | Coppe nazionali | Coppe continentali | Coppe continentali | Coppe continentali | Coppe continentali | Coppe continentali | Altre coppe | Altre coppe | Altre coppe | Altre coppe | Altre coppe | Totale | Totale | Totale | Totale | % Vittorie | Piazzamento |
| Stagione        | Squadra         | Comp            | G          | V          | N          | P          | Comp            | G               | V               | N               | P               | Comp               | G                  | V                  | N                  | P                  | Comp        | G           | V           | N           | P           | G      | V      | N      | P      | %          | Piazzamento |
| --------------- | --------------- | --------------- | ---------- | ---------- | ---------- | ---------- | --------------- | --------------- | --------------- | --------------- | --------------- | ------------------ | ------------------ | ------------------ | ------------------ | ------------------ | ----------- | ----------- | ----------- | ----------- | ----------- | ------ | ------ | ------ | ------ | ---------- | ----------- |
| ago.-dic. 2023  | Toronto FC      | MLS             | 3          | 0          | 0          | 3          | CC              | -               | -               | -               | -               | -                  | -                  | -                  | -                  | -                  | -           | -           | -           | -           | -           | 3      | 0      | 0      | 3      | &0,00      | Sub., 29°   |
| 2024            | Toronto FC      | MLS             | 9          | 4          | 1          | 4          | CC              | 1               | 1               | 0               | 0               | -                  | -                  | -                  | -                  | -                  | -           | -           | -           | -           | -           | 10     | 5      | 1      | 4      | 50,00      |             |
| Totale carriera | Totale carriera | Totale carriera | 12         | 4          | 1          | 7          |                 | 1               | 1               | 0               | 0               |                    | -                  | -                  | -                  | -                  |             | -           | -           | -           | -           | 13     | 5      | 1      | 7      | 38,46      |             |

### Nazionale canadese
| Squadra | Naz               | dal            | al             | Record | Record | Record | Record | Record | Record | Record | Record     |
| Squadra | Naz               | dal            | al             | G      | V      | N      | P      | GF     | GS     | DR     | % Vittorie |
| ------- | ----------------- | -------------- | -------------- | ------ | ------ | ------ | ------ | ------ | ------ | ------ | ---------- |
| Canada  | Canada (bandiera) | 8 gennaio 2018 | 28 agosto 2023 | 55     | 36     | 5      | 14     | 139    | 44     | +95    | 65,45      |

#### Nazionale canadese nel dettaglio
| 2018           | Canada        | CONCACAF Nations League 2019-2020 | 2° nel gruppo 1                     | 3  | 3  | 0 | 0  | 100,00& | 14  | 0  | +14 |
| 2019           | Canada        | CONCACAF Nations League 2019-2020 | 2° nel gruppo 1                     | 5  | 4  | 0 | 1  | 80,00   | 14  | 5  | +9  |
| giu. 2019      | Canada        | Gold Cup 2019                     | Quarti di Finale                    | 4  | 2  | 0 | 2  | 50,00   | 14  | 6  | +8  |
| 2021           | Canada        | Qual. Mondiale 2022               | 1° nel gruppo CONCACAF, qualificato | 14 | 10 | 4 | 0  | 71,43   | 44  | 6  | +38 |
| 2022           | Canada        | Qual. Mondiale 2022               | 1° nel gruppo CONCACAF, qualificato | 6  | 4  | 0 | 2  | 66,67   | 10  | 2  | +8  |
| lug. 2021      | Canada        | Gold Cup 2021                     | Semifinale                          | 5  | 3  | 0 | 2  | 60,00   | 11  | 5  | +6  |
| giu. 2022      | Canada        | CONCACAF Nations League 2022-2023 | 2°                                  | 2  | 1  | 0 | 1  | 50,00   | 5   | 2  | +3  |
| 2023           | Canada        | CONCACAF Nations League 2022-2023 | 2°                                  | 4  | 3  | 0 | 1  | 75,00   | 8   | 3  | +5  |
| nov./dic. 2022 | Canada        | Mondiali 2022                     | Fase a Gironi (4° nel gruppo F)     | 3  | 0  | 0 | 3  | &0,00   | 2   | 7  | -5  |
| Dal 2018       | Canada        | Amichevoli                        |                                     | 9  | 6  | 1 | 2  | 66,67   | 17  | 8  | +9  |
| Totale Canada  | Totale Canada | Totale Canada                     | Totale Canada                       | 55 | 36 | 5 | 14 | 65,45   | 139 | 44 | +95 |

#### Panchine da commissario tecnico della nazionale canadese
| Cronologia completa delle presenze e delle reti in nazionale ― Canada | Cronologia completa delle presenze e delle reti in nazionale ― Canada | Cronologia completa delle presenze e delle reti in nazionale ― Canada | Cronologia completa delle presenze e delle reti in nazionale ― Canada | Cronologia completa delle presenze e delle reti in nazionale ― Canada | Cronologia completa delle presenze e delle reti in nazionale ― Canada | Cronologia completa delle presenze e delle reti in nazionale ― Canada                                                 | Cronologia completa delle presenze e delle reti in nazionale ― Canada |
| Data                                                                  | Città                                                                 | In casa                                                               | Risultato                                                             | Ospiti                                                                | Competizione                                                          | Reti | Note                                                                  |
| --------------------------------------------------------------------- | --------------------------------------------------------------------- | --------------------------------------------------------------------- | --------------------------------------------------------------------- | --------------------------------------------------------------------- | --------------------------------------------------------------------- | --- | --------------------------------------------------------------------- |
| 24-3-2018                                                             | Murcia                                                                | Canada                                                                | 1 – 0                                                                 | Nuova Zelanda                                                         | Amichevole                                                            | Cap: Tosaint Ricketts                                                                                                 | Cap: D.Jakovic                                                        |
| 9-9-2018                                                              | Bradenton                                                             | Isole Vergini Americane                                               | 0 – 8                                                                 | Canada                                                                | CONCACAF Nations League 2019-2020 - Qualificazione                    | Jonathan Osorio 2 Lucas Cavallini 2 Jonathan David Junior Hoilett 2 Cyle Larin                                        | Cap: S.Arfield                                                        |
| 17-10-2018                                                            | Toronto                                                               | Canada                                                                | 5 – 0                                                                 | Dominica                                                              | CONCACAF Nations League 2019-2020 - Qualificazione                    | Jonathan David Junior Hoilett Lucas Cavallini (rig.) autorete Cyle Larin                                              | Cap: A.Hutchinson                                                     |
| 19-11-2018                                                            | Basseterre                                                            | Saint Kitts e Nevis                                                   | 0 – 1                                                                 | Canada                                                                | CONCACAF Nations League 2019-2020 - Qualificazione                    | Atiba Hutchinson | Cap: A.Hutchinson                                                     |
| 24-3-2019                                                             | Vancouver                                                             | Canada                                                                | 4 – 1                                                                 | Guyana francese                                                       | CONCACAF Nations League 2019-2020 - Qualificazione                    | 2 Junior Hoilett Lucas Cavallini Jonathan David                                                                       | Cap: A.Hutchinson                                                     |
| 11-6-2019                                                             | Fullerton                                                             | Trinidad e Tobago                                                     | 0 – 2                                                                 | Canada                                                                | Amichevole                                                            | 2 Scott Arfield | Cap: S.Arfield                                                        |
| 16-6-2019                                                             | Pasadena                                                              | Canada                                                                | 4 – 0                                                                 | Martinica                                                             | Gold Cup 2019 - 1º turno                                              | 2 Jonathan David Junior Hoilett Scott Arfield                                                                         | Cap: S.Arfield                                                        |
| 20-6-2019                                                             | Denver                                                                | Messico                                                               | 3 – 1                                                                 | Canada                                                                | Gold Cup 2019 - 1º turno                                              | Lucas Cavallini | Cap: A.Hutchinson                                                     |
| 24-6-2019                                                             | Charlotte                                                             | Canada                                                                | 7 – 0                                                                 | Cuba                                                                  | Gold Cup 2019 - 1º turno                                              | 3 Jonathan David 3 Lucas Cavallini Junior Hoilett                                                                     | Cap: S.Arfield                                                        |
| 30-6-2019                                                             | Houston                                                               | Haiti                                                                 | 3 – 2                                                                 | Canada                                                                | Gold Cup 2019 - Quarti di finale                                      | Jonathan David Lucas Cavallini                                                                                        | Cap: A.Hutchinson                                                     |
| 8-9-2019                                                              | Toronto                                                               | Canada                                                                | 6 – 0                                                                 | Cuba                                                                  | CONCACAF Nations League 2019-2020 - 1º turno                          | 3 Junior Hoilett 1 (rig.) Jonathan David Jonathan Osorio Doneil Henry                                                 | Cap: J.Hoilett                                                        |
| 11-9-2019                                                             | George Town                                                           | Cuba                                                                  | 0 – 1                                                                 | Canada                                                                | CONCACAF Nations League 2019-2020 - 1º turno                          | Alphonso Davies | Cap: M.Borjan                                                         |
| 16-10-2019                                                            | Toronto                                                               | Canada                                                                | 2 – 0                                                                 | Stati Uniti                                                           | CONCACAF Nations League 2019-2020 - 1º turno                          | Alphonso Davies Lucas Cavallini                                                                                       | Cap: S.Arfield                                                        |
| 16-11-2019                                                            | Orlando                                                               | Stati Uniti                                                           | 4 – 1                                                                 | Canada                                                                | CONCACAF Nations League 2019-2020 - 1º turno                          | Steven Vitória | Cap: S.Arfield                                                        |
| 8-1-2020                                                              | Irvine                                                                | Barbados                                                              | 1 – 4                                                                 | Canada                                                                | Amichevole                                                            | Tosaint Ricketts Tesho Akindele Jonathan Osorio Theo Bair                                                             | Cap: S.Piette                                                         |
| 11-1-2020                                                             | Irvine                                                                | Barbados                                                              | 1 – 4                                                                 | Canada                                                                | Amichevole                                                            | Charles-Andreas Brym Russell Teibert Amer Didic Jayden Nelson                                                         | Cap: J.Osorio                                                         |
| 16-1-2020                                                             | Irvine                                                                | Canada                                                                | 0 – 1                                                                 | Islanda                                                               | Amichevole                                                            | - | Cap: S.Piette                                                         |
| 26-3-2021                                                             | Orlando                                                               | Canada                                                                | 5 – 1                                                                 | Bermuda                                                               | Qual. Mondiali 2022                                                   | 3 Cyle Larin Richie Laryea Theo Corbeanu                                                                              | Cap: A.Hutchinson                                                     |
| 30-3-2021                                                             | Bradenton                                                             | Isole Cayman                                                          | 0 – 11                                                                | Canada                                                                | Qual. Mondiali 2022                                                   | Frank Sturing Cyle Larin 2 Alphonso Davies 1 (rig.) David Wotherspoon 2 Mark Kaye Alistair Johnston 3 Lucas Cavallini | Cap: S.Piette                                                         |
| 6-6-2021                                                              | Bradenton                                                             | Aruba                                                                 | 0 – 7                                                                 | Canada                                                                | Qual. Mondiali 2022                                                   | 2 Lucas Cavallini Junior Hoilett (rig.) Zachary Brault-Guillard Alphonso Davies Cyle Larin Jonathan David             | Cap: J.Hoilett                                                        |
| 9-6-2021                                                              | Bridgeview                                                            | Canada                                                                | 4 – 0                                                                 | Suriname                                                              | Qual. Mondiali 2022                                                   | Alphonso Davies 3 Jonathan David 1 (rig.)                                                                             | Cap: M.Borjan                                                         |
| 12-6-2021                                                             | Port-au-Prince                                                        | Haiti                                                                 | 0 – 1                                                                 | Canada                                                                | Qual. Mondiali 2022                                                   | Cyle Larin | Cap: M.Borjan                                                         |
| 16-6-2021                                                             | Bridgeview                                                            | Canada                                                                | 3 – 0                                                                 | Haiti                                                                 | Qual. Mondiali 2022                                                   | autorete Cyle Larin Junior Hoilett                                                                                    | Cap: M.Borjan                                                         |
| 12-7-2021                                                             | Kansas City                                                           | Canada                                                                | 4 – 1                                                                 | Martinica                                                             | Gold Cup 2021 - 1º turno                                              | Cyle Larin Jonathan Osorio Stephen Eustaquio Theo Corbeanu                                                            | Cap: S. Vitória                                                       |
| 16-7-2021                                                             | Kansas City                                                           | Haiti                                                                 | 1 – 4                                                                 | Canada                                                                | Gold Cup 2021 - 1º turno                                              | Stephen Eustaquio 2 Cyle Larin 1 (rig.) Junior Hoilett (rig.)                                                         | Cap: S. Vitória                                                       |
| 18-7-2021                                                             | Kansas City                                                           | Stati Uniti                                                           | 1 – 0                                                                 | Canada                                                                | Gold Cup 2021 - 1º turno                                              | - | Cap: S. Vitória                                                       |
| 26-7-2021                                                             | Arlington                                                             | Costa Rica                                                            | 0 – 2                                                                 | Canada                                                                | Gold Cup 2021 - Quarti di finale                                      | Junior Hoilett Stephen Eustaquio                                                                                      | Cap: S. Vitória                                                       |
| 30-7-2021                                                             | Houston                                                               | Messico                                                               | 2 – 1                                                                 | Canada                                                                | Gold Cup 2021 - Semifinale                                            | Tajon Buchanan | Cap: J.Hoilett                                                        |
| 3-9-2021                                                              | Toronto                                                               | Canada                                                                | 1 – 1                                                                 | Honduras                                                              | Qual. Mondiali 2022                                                   | Cyle Larin (rig.) | Cap: A.Hutchinson                                                     |
| 6-9-2021                                                              | Nashville                                                             | Stati Uniti                                                           | 1 – 1                                                                 | Canada                                                                | Qual. Mondiali 2022                                                   | Cyle Larin | Cap: M.Borjan                                                         |
| 9-9-2021                                                              | Toronto                                                               | Canada                                                                | 3 – 0                                                                 | El Salvador                                                           | Qual. Mondiali 2022                                                   | Atiba Hutchinson Jonathan David Tajon Buchanan                                                                        | Cap: A.Hutchinson                                                     |
| 8-10-2021                                                             | Città del Messico                                                     | Messico                                                               | 1 – 1                                                                 | Canada                                                                | Qual. Mondiali 2022                                                   | Jonathan Osorio | Cap: S. Vitória                                                       |
| 11-10-2021                                                            | Kingston                                                              | Giamaica                                                              | 0 – 0                                                                 | Canada                                                                | Qual. Mondiali 2022                                                   | - | Cap: D.Henry                                                          |
| 14-10-2021                                                            | Toronto                                                               | Canada                                                                | 4 – 1                                                                 | Panama                                                                | Qual. Mondiali 2022                                                   | autorete Alphonso Davies Tajon Buchanan Jonathan David                                                                | Cap: S. Vitória                                                       |
| 13-11-2021                                                            | Edmonton                                                              | Canada                                                                | 1 – 0                                                                 | Costa Rica                                                            | Qual. Mondiali 2022                                                   | Jonathan David | Cap: M.Borjan                                                         |
| 17-11-2021                                                            | Edmonton                                                              | Canada                                                                | 2 – 1                                                                 | Messico                                                               | Qual. Mondiali 2022                                                   | 2 Cyle Larin | Cap: A.Hutchinson                                                     |
| 28-1-2022                                                             | San Pedro Sula                                                        | Honduras                                                              | 0 – 2                                                                 | Canada                                                                | Qual. Mondiali 2022                                                   | autorete Jonathan David                                                                                               | Cap: A.Hutchinson                                                     |
| 30-1-2022                                                             | Hamilton                                                              | Canada                                                                | 2 – 0                                                                 | Stati Uniti                                                           | Qual. Mondiali 2022                                                   | Cyle Larin Sam Adekugbe                                                                                               | Cap: M.Borjan                                                         |
| 3-2-2022                                                              | San Salvador                                                          | El Salvador                                                           | 0 – 2                                                                 | Canada                                                                | Qual. Mondiali 2022                                                   | Atiba Hutchinson Jonathan David                                                                                       | Cap: A.Hutchinson                                                     |
| 25-3-2022                                                             | San José                                                              | Costa Rica                                                            | 1 – 0                                                                 | Canada                                                                | Qual. Mondiali 2022                                                   | - | Cap: A.Hutchinson                                                     |
| 27-3-2022                                                             | Toronto                                                               | Canada                                                                | 4 – 0                                                                 | Giamaica                                                              | Qual. Mondiali 2022                                                   | Cyle Larin Tajon Buchanan Junior Hoilett autorete                                                                     | Cap: M.Borjan                                                         |
| 31-3-2022                                                             | Panama                                                                | Panama                                                                | 1 – 0                                                                 | Canada                                                                | Qual. Mondiali 2022                                                   | - | Cap: A.Hutchinson                                                     |
| 10-6-2022                                                             | Vancouver                                                             | Canada                                                                | 4 – 0                                                                 | Curaçao                                                               | CONCACAF Nations League 2022-2023 - 1º turno                          | 2 Alphonso Davies 1 (rig.) Steven Vitória Lucas Cavallini                                                             | Cap: A.Hutchinson                                                     |
| 14-6-2022                                                             | San Pedro Sula                                                        | Honduras                                                              | 2 – 1                                                                 | Canada                                                                | CONCACAF Nations League 2022-2023 - 1º turno                          | Jonathan David | Cap: A.Hutchinson                                                     |
| 23-9-2022                                                             | Toronto                                                               | Canada                                                                | 2 – 0                                                                 | Qatar                                                                 | Amichevole                                                            | Cyle Larin Jonathan David                                                                                             | Cap: J.Hoilett                                                        |
| 27-9-2022                                                             | Bratislava                                                            | Canada                                                                | 0 – 2                                                                 | Uruguay                                                               | Amichevole                                                            | - | Cap: M.Borjan                                                         |
| 11-11-2022                                                            | Manama                                                                | Bahrein                                                               | 2 – 2                                                                 | Canada                                                                | Amichevole                                                            | Mark Kaye autorete | Cap: D.Henry                                                          |
| 17-11-2022                                                            | Dubai                                                                 | Giappone                                                              | 1 – 2                                                                 | Canada                                                                | Amichevole                                                            | Steven Vitória Lucas Cavallini (rig.)                                                                                 | Cap: A.Hutchinson                                                     |
| 23-11-2022                                                            | Al Rayyan                                                             | Belgio                                                                | 1 – 0                                                                 | Canada                                                                | Mondiali 2022 - 1º turno                                              | - | Cap: A.Hutchinson                                                     |
| 27-11-2022                                                            | Doha                                                                  | Croazia                                                               | 4 – 1                                                                 | Canada                                                                | Mondiali 2022 - 1º turno                                              | Alphonso Davies | Cap: A.Hutchinson                                                     |
| 1-12-2022                                                             | Doha                                                                  | Canada                                                                | 1 – 2                                                                 | Marocco                                                               | Mondiali 2022 - 1º turno                                              | autorete | Cap: M.Borjan                                                         |
| 26-3-2023                                                             | Willemstad                                                            | Curaçao                                                               | 0 – 2                                                                 | Canada                                                                | CONCACAF Nations League 2022-2023 - 1º turno                          | Jonathan David Cyle Larin                                                                                             | Cap: M.Borjan                                                         |
| 29-3-2023                                                             | Toronto                                                               | Canada                                                                | 4 – 1                                                                 | Honduras                                                              | CONCACAF Nations League 2022-2023 - 1º turno                          | 2 Cyle Larin Jonathan David Jonathan Osorio                                                                           | Cap: M.Borjan                                                         |
| 16-6-2023                                                             | Paradise                                                              | Panama                                                                | 0 – 2                                                                 | Canada                                                                | CONCACAF Nations League 2022-2023 - Semifinale                        | Jonathan David Alphonso Davies                                                                                        | Cap: M.Borjan                                                         |
| 19-6-2023                                                             | Paradise                                                              | Canada                                                                | 0 – 2                                                                 | Stati Uniti                                                           | CONCACAF Nations League 2022-2023 - Semifinale                        | - | Cap: M.Borjan                                                         |
| Totale                                                                |                                                                       | Presenze                                                              | 55                                                                    |                                                                       | Reti                                                                  | 139 |                                                                       |

## Palmarès

### Nazionale
- Bronzo olimpico: 2

Londra 2012
Rio de Janeiro 2016
- Coppa delle nazioni oceaniane femminile: 2

2007, 2010